# Софія Грецька та Данська
Софія Грецька та Данська (грец. Σοφία της Ελλάδας και Δανίας, 26 червня 1914 — 24 листопада 2001) — принцеса Греції та Данії з династії Глюксбургів, донька грецького принца Андрія та німецької принцеси Аліси Баттенберг, дружина принца Гессенського Крістофа, а після його загибелі — принца Ганноверського Георга Вільгельма, сестра герцога Філіпа Единбурзького.

## Біографія

### Ранні роки
Народилась 26 червня 1914 року на віллі Мон Репо на острові Керкіра четвертою дитиною та четвертою донькою в родині принца Андрія Грецького та Данського та його дружини Аліси Баттенберг. Мала старших сестер Маргариту, Теодору та Сесилію. Королем Греції в цей час був їхній дядько Костянтин I.

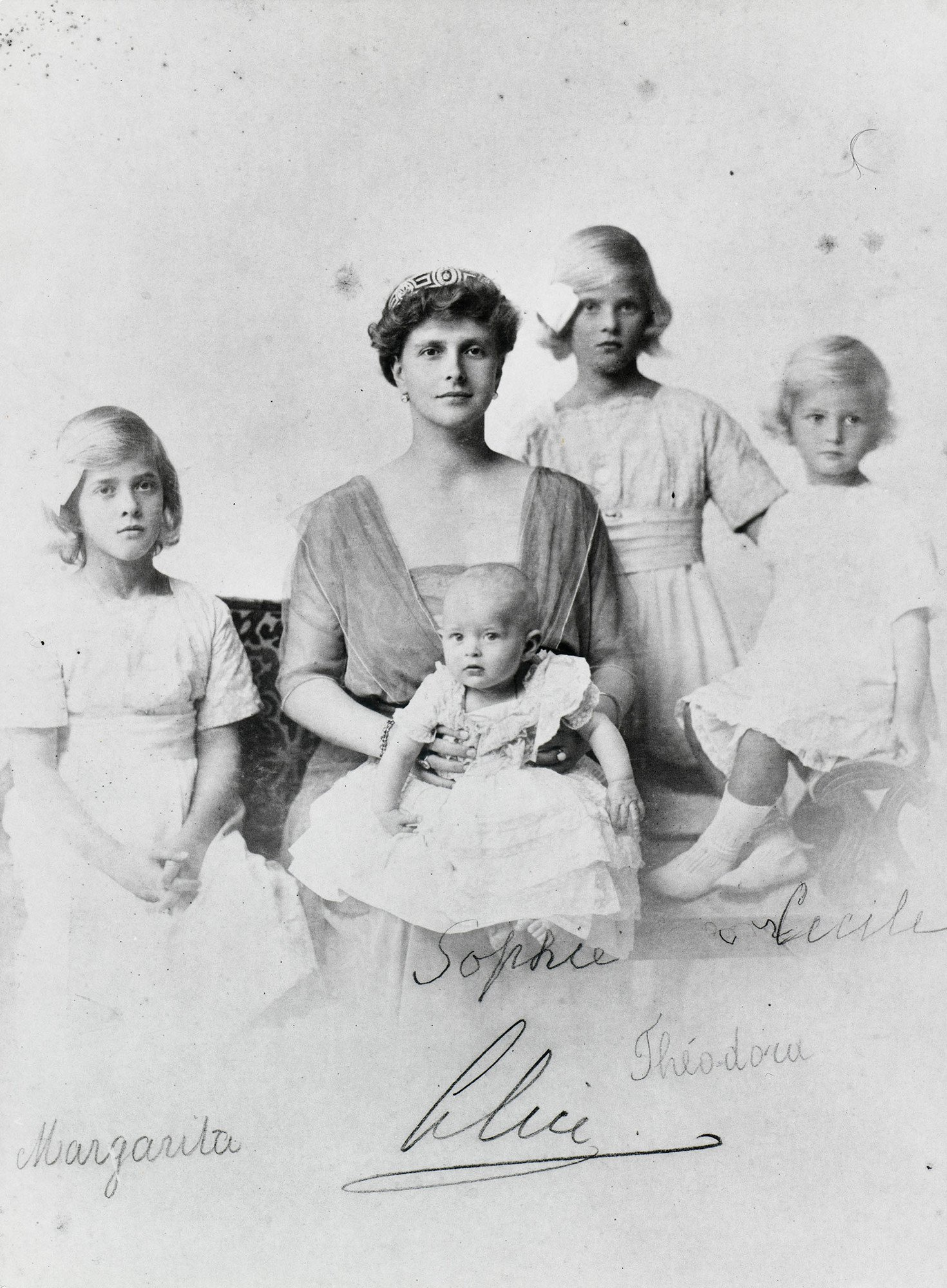
Софія (на колінах у матері) з сестрами

Вілла Мон-Репо перейшла у володіння родини після смерті короля Георга I у грудні 1913 року. Принцеси спілкувалися з матір'ю англійською мовою, також використовували французьку, німецьку та грецьку мови у присутності родичів і гувернанток. Софія мала сімейне прізвисько (англ. Tiny) — Крихітка. 
Через Першу світову війну, яка почалася за два дні після народження Софії, члени її родини опинилися у протилежних таборах, що створювало напруження в сім'ї. Діти знаходилися у королівському палаці в Афінах, коли він зазнав бомбардування французьким флотом під час битви за столицю 1 грудня 1916 року. Греція, зрештою відмовилась від проголошеного нейтралітету та вступила у війну на боці Антанти. 
У червні 1917 року король Костянтин I був повалений і виїхав до Швейцарії, передавши трон своєму синові Александрові. Через п'ятнадцять днів сім'я Софії, в свою чергу, була змушена залишити Мон-Репо і також виїхала до Швейцарії. Спочатку зупинилися в готелі у Санкт-Моріці, а згодом — оселилися в Люцерні.
Після смерті короля Александра у жовтні 1920 року, Костянтина відновили на престолі, і родина повернулася на батьківщину. В червні 1921 року у Софії з'явився менший брат Філіп. Принцеси в цей період почали брали участь у світських заходах. Так, у березні 1921 року були присутніми в Афінах на весіллі своєї кузини Єлени з кронпринцом Румунії Каролем, а у липні 1922 року —  відвідали Сполучене Королівство, де були подружками нареченої на весіллі їхнього дядька Луїса Маунтбеттена з багатою спадкоємицею Едвіною Ешлі. Втім, перебування у Греції виявилося нетривалим, у вересні 1922 року Костянтин знову зрікся престолу, передавши його старшому сину Георгу II. Принц Андрій у ході процесу шести був засуджений до вигнання. Родина у грудні 1922 року залишила Грецію на борту «Каліпсо».
Після кількох тижнів подорожі Італією, Францією та Сполученим королівством сімейство оселилося в Сен-Клу у 1923 році. Мешкали в будинку, сусідньому домівці Марі Бонапарт, дружини принца Георга Грецького, яка їх матеріально підтримувала. Окрім іншого, родичка фінансувала навчання дітей. Певну допомогу надавали також Анастасія Грецька, однак вона пішла з життя у серпні 1923, та Едвіна Маунтбаттен, яка пропонувала племінницям свій вживаний одяг. Сім'я мала невеликий дохід, і діти були постійними свідками грошових проблем і труднощів у веденні домашнього господарства.

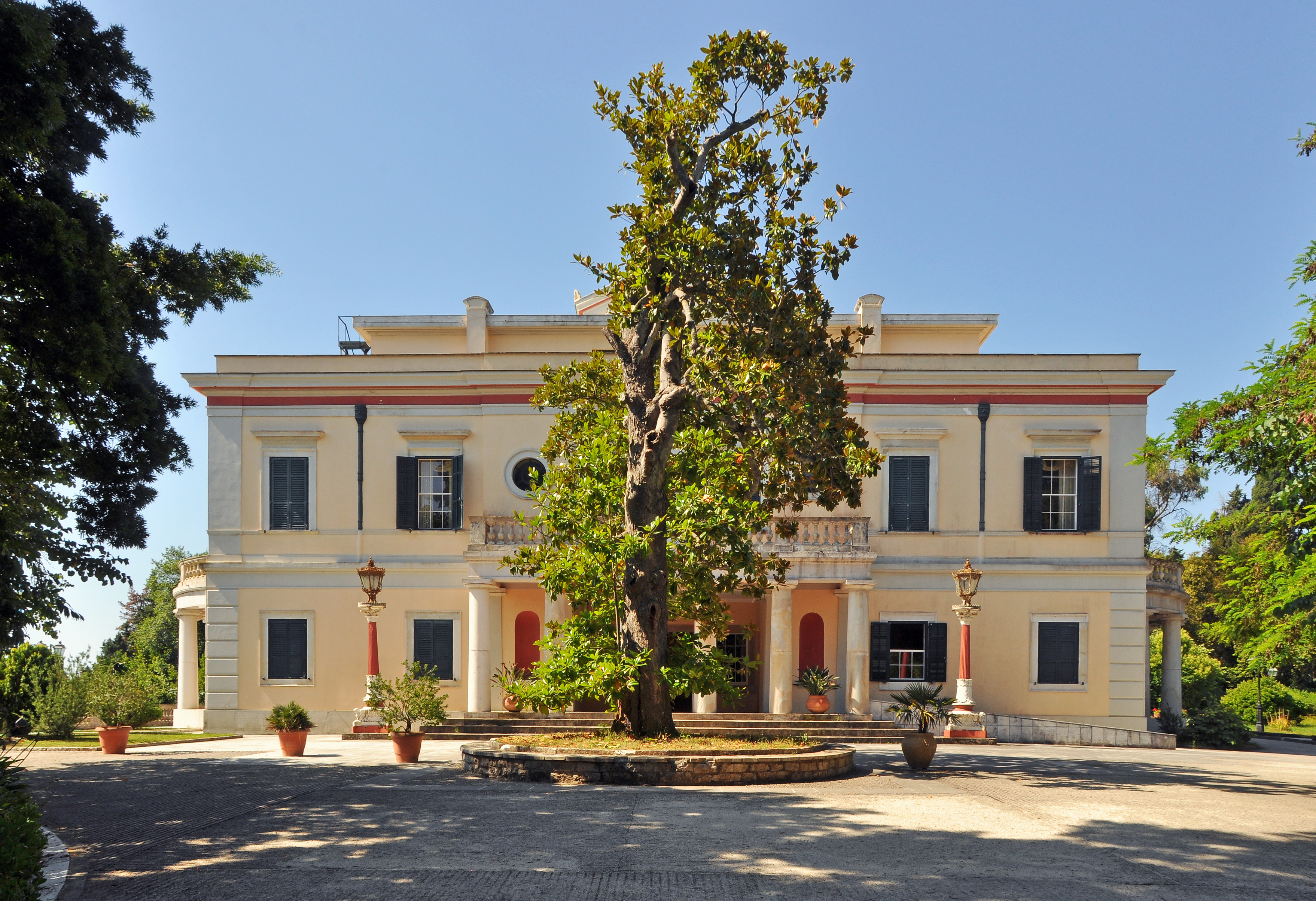
Вілла Мон Репо, де народилась принцеса

У березні 1924 року в Греції проголосили Другу республіку, члени королівської родини були позбавлені грецького громадянства. Король Данії Крістіан X після цього прислав їм данські паспорти.
Родина продовжила мешкати в Сен-Клу, де вела просте життя. Діти навчалися у приватних навчальних закладах. У вільний час батько грав разом з ними у теніс або возив їх до Парижу чи Булонського лісу. Щонеділі мали обід із сім'єю Георга Грецького. Регулярно зустрічалися з сімейством Миколая Грецького та бачилися з принцесою Маргаритою Данською, яка, взявши шлюб з Рене Бурбон-Пармським, оселилася неподалік, у Сен-Морисі. Часто бували у Сполученому Королівстві. У 1925 році Софія відвідала похорон королеви Александри в Англії, а у червні 1926 року — поховання своєї бабусі Ольги в Італії. Після повернення з Риму виїхала на літо до бабусі з материнського боку, Вікторії Мілфорд-Хейвен.
1927 року Софія познайомилася зі своїм далеким родичем Філіпом Гессенським, а невдовзі, у маєтку Ірени Грецької, зустріла його братів, близнюків Крістофа та Ріхарда. Незважаючи на те, що молоді люди були значно старшими за неї, вони почали залицятися до принцеси, і, зрештою, Крістофу вдалося привернути її увагу. Про їхні заручини оголосили, коли Софії виповнилося 16 років. Гессен-Кассельська родина була підходящою, хоча й не правлячою. Будучи молодшими суродженцями, як Софія, так і Крістоф, мали більше свободи у виборі партнера, ніж спадкоємці сімейств. Її сестра Сесилія в цей же час стала нареченою кронпринца Гессенського та Прирейнського Георга Донатуса. 
Подія була затьмарена психічним станом матері дівчат, Аліси Баттенберг. Від 1928 року та стверджувала, що має цілющу силу та бачить видіння. У квітні 1930 року батько відправив її до психіатричной лікарні у Кройцлінгені. Обидві сестри готувалися до весіль за відсутності матері. Сесилія писала їй з Парижу про підготовку їхнього посагу та пошиття суконь.

### Перший шлюб
У 16 років Софія взяла шлюб із 29-річним принцом Крістофом Гессенським. Вінчання пройшло 15 грудня 1930 року в Кронберзі. Пара мала дві церемонії: православну провів у Кронберзькому замку запрошений священник, протестантська — пройшла у міській лютеранській церкві. Гессени надали Софії для весілля родинну тіару. Очевидці відзначали самовладання та вроду нареченої. Незважаючи на відсутність матері принцеси, був присутнім її батько, Андрій Грецький. Брат Філіп ніс шлейф її весільної сукні. Після медового місяця молодята оселилися у Берліні в районі Шонеберг. Взимку 1930/31 років Крістоф отримав посаду «незалежного агента» у страховій фірмі «Вікторія».
Шлюб був заснований на коханні. Подружжя залишалося відданим одне одному, немає жодних доказів чи навіть натяку на чутки про позашлюбні стосунки. Пара продовжувала листуватися протягом багатьох років, що відображало величезну прихильність.
Філіп Едінбурзький згодом змальовував шурина як солідного хлопця, що був м'якою та дуже врівноваженою людиною, доброю, з гарним почуттям гумору. Крістоф вільно розмовляв англійською та добре володів французькою мовами. Маючи високий зріст, він втратив більшу частину свого світлого волосся до середини 1930-х років, але, з підтягнутою статурою та гострими рисами обличчя, більшість вважали його вражаючим і привабливим. Принц страждав від низки відносно незначних фізичних захворювань, що не завадило йому бути дуже спортивним. Юнак мав пристрасть до широкого спектру видів спорту. Брав участь у змаганнях на автівках і мотоциклах по всій Європі, ставши спортсменом високого класу. Другу половину 1920-х він присвятив якраз коням, авто і мотоциклам. Лише у 1930 році влаштувався на стабільну роботу у Maybach Werke у Фрідріхсгафені. Софія згадувала, що чоловік часом був настільки захоплений своїми новими автівками, що інколи спав у них перші дні після придбання. Незважаючи на цю пристрасть, Крістоф втратив роботу наприкінці 1930 року через звільнення Великої депресії.

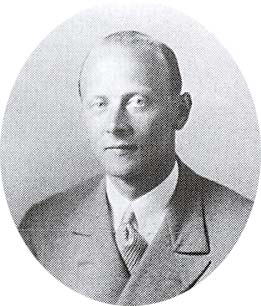
Світлина Крістофа Гессенського, 12 листопада 1921

Ще у жовтні 1930 року Август Вільгельм Прусський познайомив Крістофа з Германом Герінгом. Під впливом останнього Крістоф і Софія зустрілися з Адольфом Гітлером, який видався їм скромним і чарівним. 1931 року принц вступив до НСРПН, про що оголосив публічно у 1933-му. У 1932 році він також став членом СС. Софія, на відміну від своїх старших сестер, Маргарити та Сесилії, сама не вступала до лав НСРПН, однак, як і її невістки, Мафальда Савойська та Марія Александра Баденська, стала членом Націонал-соціалістичної жіночої організації у 1938 році. Принцеса підтримувала товариські відносини з дружиною Герінга, Еммі. Незважаючи на тісні зв’язки з нацистськими лідерами, гессени не були повністю фанатично віруючими та зберігали певну емоційну дистанцію і скептицизм. Так, Софія зазначала: «Час від разу ми висміювали людей у партії та їхні уніформи».
З фінансової точки зору, прихід до влади Адольфа Гітлера значно покращив становище подружжя. У 1933 Крістоф залишив роботу страховим агентом і був призначений особистим радником статс-секретаря прусського державного міністерства Пауля Кернера. За два роки Герінг зробив принца керівником Forschungsamt — розвідувальної служби, відповідальної за стеження за телекомунікаціями нацистської Німеччини. Пара переїхала зі своєї старої квартири до нової у 1933 році, а у 1936-му — перебралися на велику віллу з червоної цегли, розташовану в Далемі. До цього часу у них народилося двоє доньок. Всього у шлюбі принцеса народила п'ятеро дітей. Крістоф з середини 1930-х років мав проблеми зі здоров'ям. У березні 1936 року Софія писала його матері з італійських Альп: «Крі відновив свої сили... але психічно він не такий, яким мав би бути. Він має напади депресії та багато хвилюється». Принцеса турбувалася і про долю своєї матері, яку вона кілька разів навідувала у Кройцлінгені між 1930 та 1933 роками. Подружжя підтримувало також зв'язки з іноземними родичами. Софія здійснила кілька візитів до Сполученого Королівства, побувала в Італії (1936) та Югославії (1939).

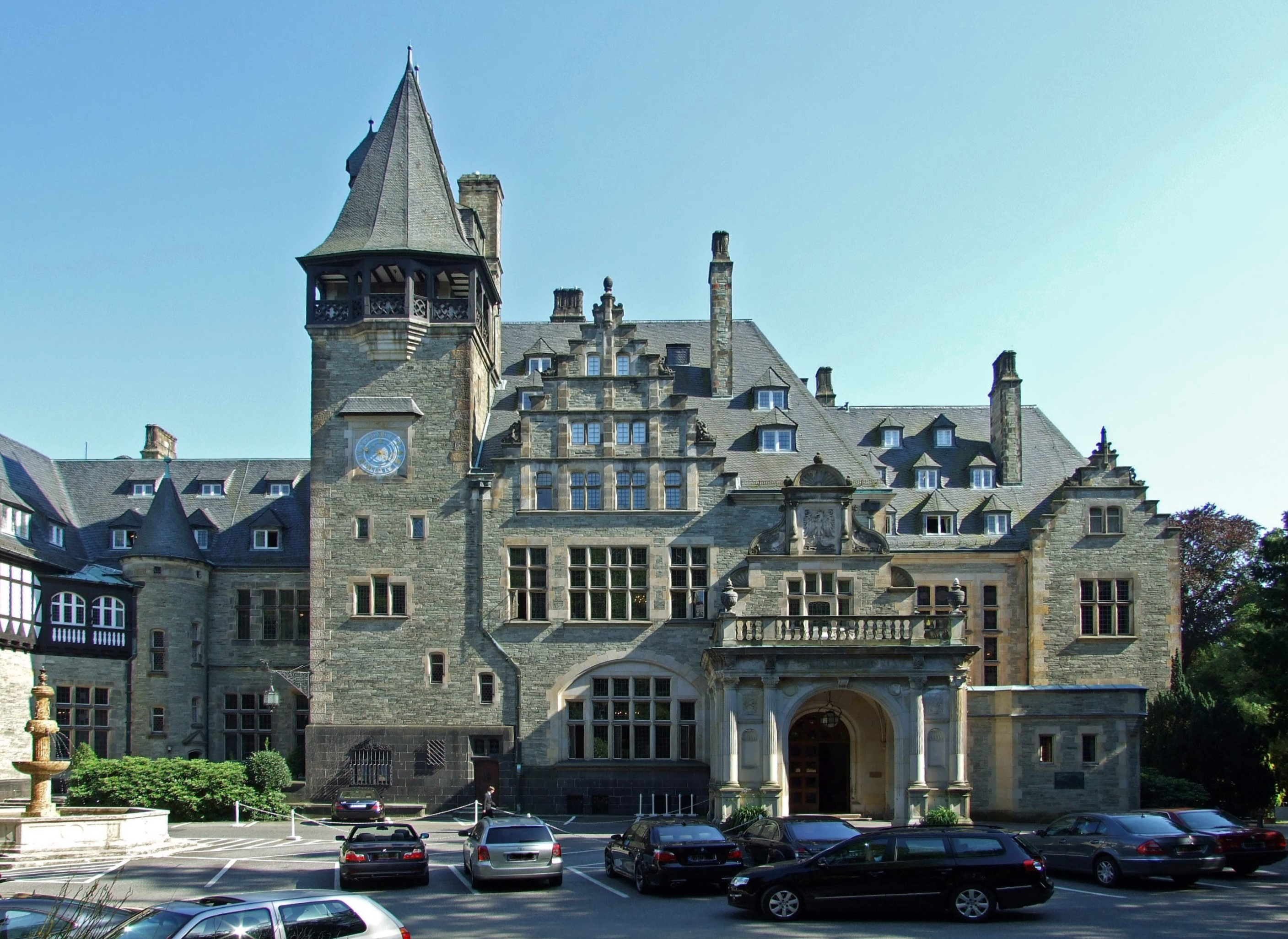
Кронберзький замок

Молодший син подружжя вважав, що батько розчарувався в СС ще 1934 року. Крістоф попереджував Софію про необхідність остерігатися сторонніх вух і ніколи не говорити про політику з кимось, окрім її сестер та кузенів, в цілях безпеки. Разом з тим, він продовжував бути прихильником нацистського режиму, і, після вторгнення Німеччини до Польщі, вступив до Люфтваффе. Доказів того, що принца турбували напади люфтваффе на цивільні цілі не існує. Софія з дітьми у вересні 1939 року залишила Берлін та оселилася у Кронберзькому замку біля батьків чоловіка. Між парою тривало жваве листування, яке свідчило про їх взаємні почуття. Крістоф повернувся додому після капітуляції Нідерландів 15 травня 1940 року, і 22 травня востаннє побачив батька в Касселі, після чого попрямував до Берліну. За кілька днів по його від'їзді Фрідріх Карл Гессен-Кассельський помер. Філіп Гессенський став головою родини та титулярним ландграфом. У червні чоловік Софії повернувся на дійсну службу в армії.
Оскільки більша частина Європи перебувала під окупацією нацистів, принцеса була відрізана від власних батьків: Андрій Грецький залишався на Французькій Рив'єрі, Аліса Баттенберг віддала перевагу Афінам. Проте Софія продовжувавала підтримувати нацистський режим, про що свідчать її візити до Еммі та Германа Герінгів. Існує думка, що вона та Крістоф могли бути серед тих, хто схилив регента Югославії Павла Карагеоргієвича підтримати Гітлера.
Ситуація змінилася 1942 року, коли нацистська влада почала дистанціюватися від німецької аристократії. У грудні 1941 року Крістоф був відкликаний з фронту у зв'язку з «указом принців», на що він відреагував у листі до дружини: «Я страшенно розлючений і злийǃ». Згодом він довго боровся за участь в активних бойових діях і був гірко розчарований відмовою, хоча відмічав задоволення від нагородження Лицарським хрестом Залізного хреста у березні 1942 року. У січні та жовтні 1943 року принци Вольфганг та Ріхард Гессенські були послідовно звільнені з армії. У квітні фюрер помістив ландграфа Філіпа під домашній арешт, а у вересні 1943 — запроторив його до табору Флоссенбюрг. Декілька днів потому заарештували його дружину Мафальду. Доля Мафальди і Філіпа довгий час залишалася невідомою для родичів, незважаючи на намагання дізнатися про неї. У резиденціях Філіпа та його матері проводилися обшуки. Софія спробувала дізнатись про родичів від Еммі Герінг, однак та запевнила, що з ними все ґаразд, хоча їй невідомо, де саме вони знаходяться.

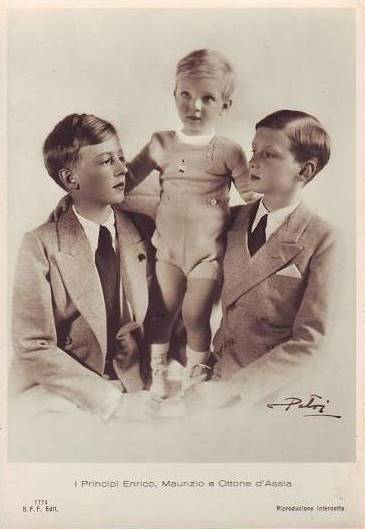
Сини Філіпа Гессенського, які перебували під наглядом Софії протягом його ув'язнення

На початку літа 1943 року Крістоф востаннє бачив родину. 19 вересня він писав до дружини, що шукає шлях повернутися до Німеччини. У жовтні він загинув в авіакатастрофі неподалік Форлі, вилетівши до військової бази в Мангаймі. Обставини події залишаються загадковими. Софія в цей час була вагітна їхньою п'ятою дитиною, яка народилася вже після смерті батька. Принцеса залишалася у загрозливому становищі разом зі свекрухою Маргаритою Прусською. Вони піклувалися не лише про дітей Софії та Крістофа, а й про чотирьох дітей Філіпа і Мафальди, яких теж перевезли до Кронбергу. У листопаді, за наказом Гіммлера, до них прибув генерал СС Зіґфрід Тауберт, аби дізнатись про їхні настрої. У своєму рапорті він зазначав, що «був вражений жахливим виглядом Софії; вона схудла і, схоже, дуже страждає, мабуть, тому, що чекає на п’яту дитину». У своїх висловлюваннях матір та удова були обережними, не виказуючи сумнівів у причинах загибелі Крістофа. Їх також відвідали кілька родичів, в тому числі матір принцеси, яка зуміла отримати перепустку до Німеччини наприкінці січня 1944 року і залишалася з дочкою до квітня. Аліса писала до сина Філіпа: «Я приїхала до Крихітки, яка така смілива, коли вона з нами та дітьми, поводиться як завжди і жартує, але час в її кімнаті наодинці важко винести... Я ніколи так не страждала після аварії [авіакатастрофи 1937 року, в якій загинула родина Гессен-Дармштадтів], як ті три тижні з Крихіткою, і я, звичайно, ніколи їх не забуду, допоки жива. Її діти абсолютно чарівні, ти б їх полюбив, а новонароджена занадто мила, щоб передати словами». Інші родичі, у тому числі, дівер Софії Вольфганг і кузен Август Вільгельм Прусський прибули до замку у лютому 1945 року. Щодо ставлення до нацистського режиму, Софія писала в той час у листі до бабусі Вікторії: «За два роки мої очі розплющилися, і ви можете собі уявити, які почуття я відчуваю зараз щодо цих злочинців».
Поразка Німеччини та її окупація союзниками також вплинули життя Софії та її близьких. Армія Сполучених Штатів увійшла до Кронбергу 29 березня 1945 року, після чого замок був частково окупований. Перед прибуттям союзників гессенці вилучили зі своєї бібліотеки компрометуючі документи, у тому числі, книги політичного характеру, а також сховали частину майна, включаючи фамільні коштовності. Обережність не була зайвою, оскільки американські війська займалися численними крадіжками у замку.
У перші ж дні після початку окупації американські спецслужби заарештували принців Августа Вільгельма Прусського (7 квітня) та Вольфганга Гессенського (12 квітня). Оскільки ландграфиня Маргарита страждала на пневмонію, Софії довелося самотужки представляти сім'ю перед владою. 19 квітня гессенцям було наказано залишити домівку впродовж чотирьох годин, взявши лише одяг та їжу. Софія та її свекруха були змушені шукати притулку у сусідів. Позбавлена майна чоловіка, принцеса опинилася у скрутному фінансовому становищі. Смерть її батька принесла жінці посередню, але необхідну спадщину.
Принцеса зблизилася з принцом Георгом Вільгельмом Ганноверським і у січні 1946 року відбулися їхні заручини. Як і її перший чоловік, принц активно займався спортом і був великим поціновувачем коней.

### Другий шлюб
У 31-річному віці Софія узяла другий шлюб з принцом Георгом Вільгельмом Ганноверським, своїм однолітком. Батько нареченого в особистому листі питав дозволу на цей союз у короля Великої Британії Георга VI. Оскільки між Альбіоном і Німеччиною все ще діяв стан війни, особисте схвалення та найкращі побажання були передані «закулісно». Королева Марія Текська також висловила своє задоволення, що вдова-принцеса знайшла нового чоловіка. 

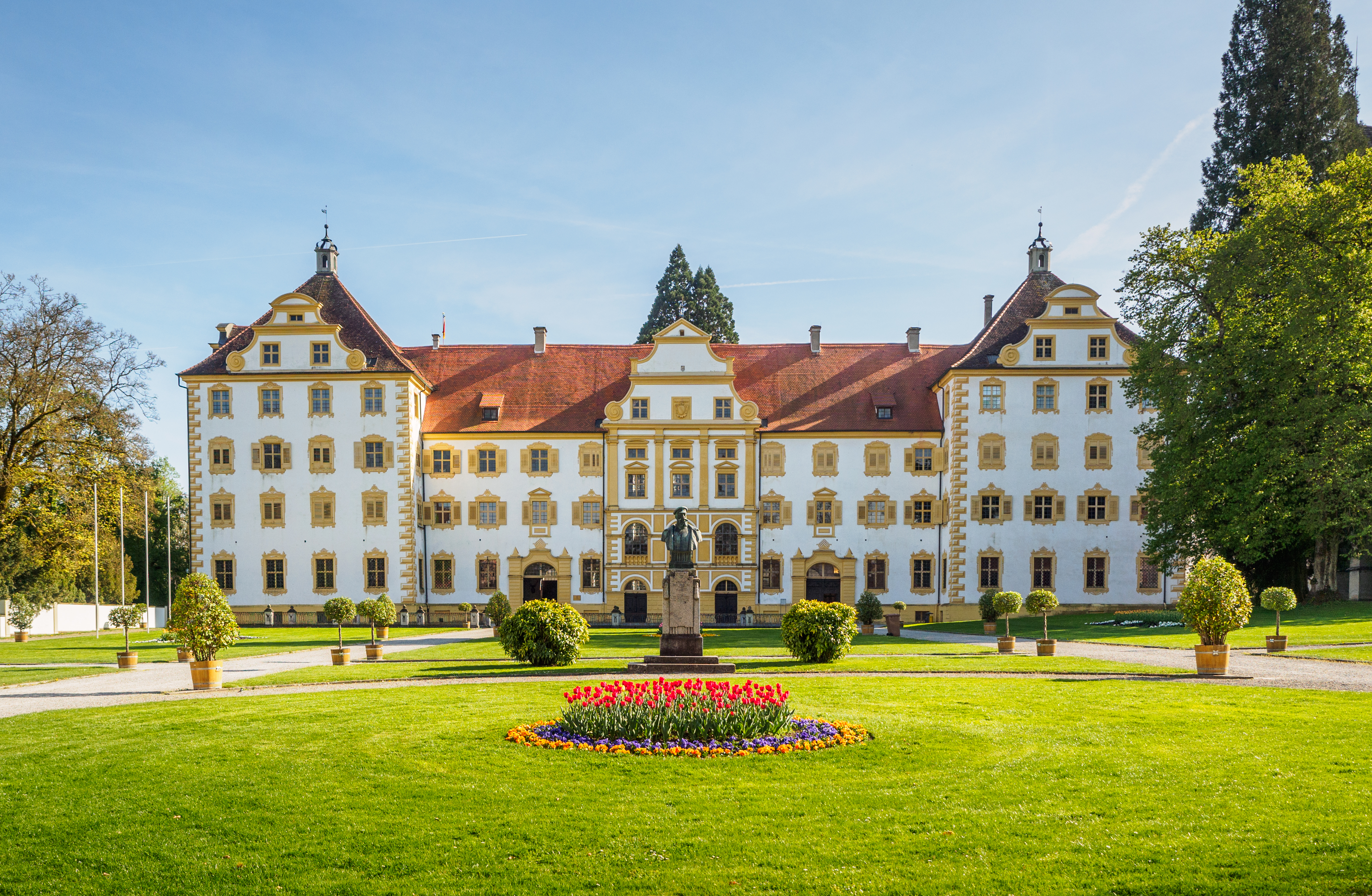
Залемський замок

Весілля пройшло 23 квітня 1946 року у Залемському замку. Оскільки принцеса планувала вдягти родинні коштовності на церемонію, їй вдалося отримати дозвіл на відвідини Кронберзького замку, де вони були сховані. Однак на місці Софія та її свекруха з'ясували, що дорогоцінності вкрадені. Втрачена колекція була оцінена у понад 2 мільйони фунтів стерлінгів і включала низку надзвичайно дорогоцінних предметів. Розслідування тривало кілька років і у 1951 році лише 10% вкраденого повернули власникам. У зв'язку з цим вінчання, хоча й пройшло у запланований день, однак набуло більш простої форми, ніж планувалося. Принц Філіп у цей час вперше за сім років побачив сестер. Окрім традиційних весільних подарунків, він привіз продукти харчування, передані іншими членами родини.
У 1947 році Філіп, у свою чергу, заручився зі спадкоємицею британського престолу Єлизаветою. Через шлюби сестер із членами НРСПН він не зміг запросити їх на весілля, що дуже образило принцес, особливо на фоні того, що герцогиня Аоста та королева Румунії отримали запрошення, хоча їхні країни підтримували нацистів у Другій світовій. Жінки святкували одруження брата у родинному колі у замку Марієнбург, переслідувані пресою. Окрім інших, там були присутніми Ернст Август Брауншвейзький з дружиною Вікторією Луїзою, графиня Тьорінг-Єттенбах, Людвіг Гессенський з дружиною Маргаритою. За кілька днів їх навідали Фредерика Ганноверська та герцогиня Кентська, які доправили листа від Аліси Баттенберг з детальним описом весілля Філіпа. 1948 року Софії з чоловіком і двома доньками вдалося побувати у Великій Британії та відвідати брата з дружиною в їхньому усамітненому маєтку в Сурреї.
Родина Георга Вільгельма та Софії мешкала у Залемі, де чоловік від 1948 року виконував обов'язки директора місцевої школи-інтерната. У них народилося троє спільних дітей. Бертольд Баденський надав у розпорядження сімейства великий будинок, де вони проживали до 1959 року. Діти отримували освіту у закладі, який очолював їхній батько. Фінансове становище сімейства тривалий час залишалося хитким. Однак, від 1950 року справи Софії поступово покращувалися після отримання невеликої спадщини від бабусі по материнській лінії. Допомогли також повернення вкрадених коштовностей у 1951 році та майна її першого чоловіка після закінчення розслідування його діяльності у 1953 році.

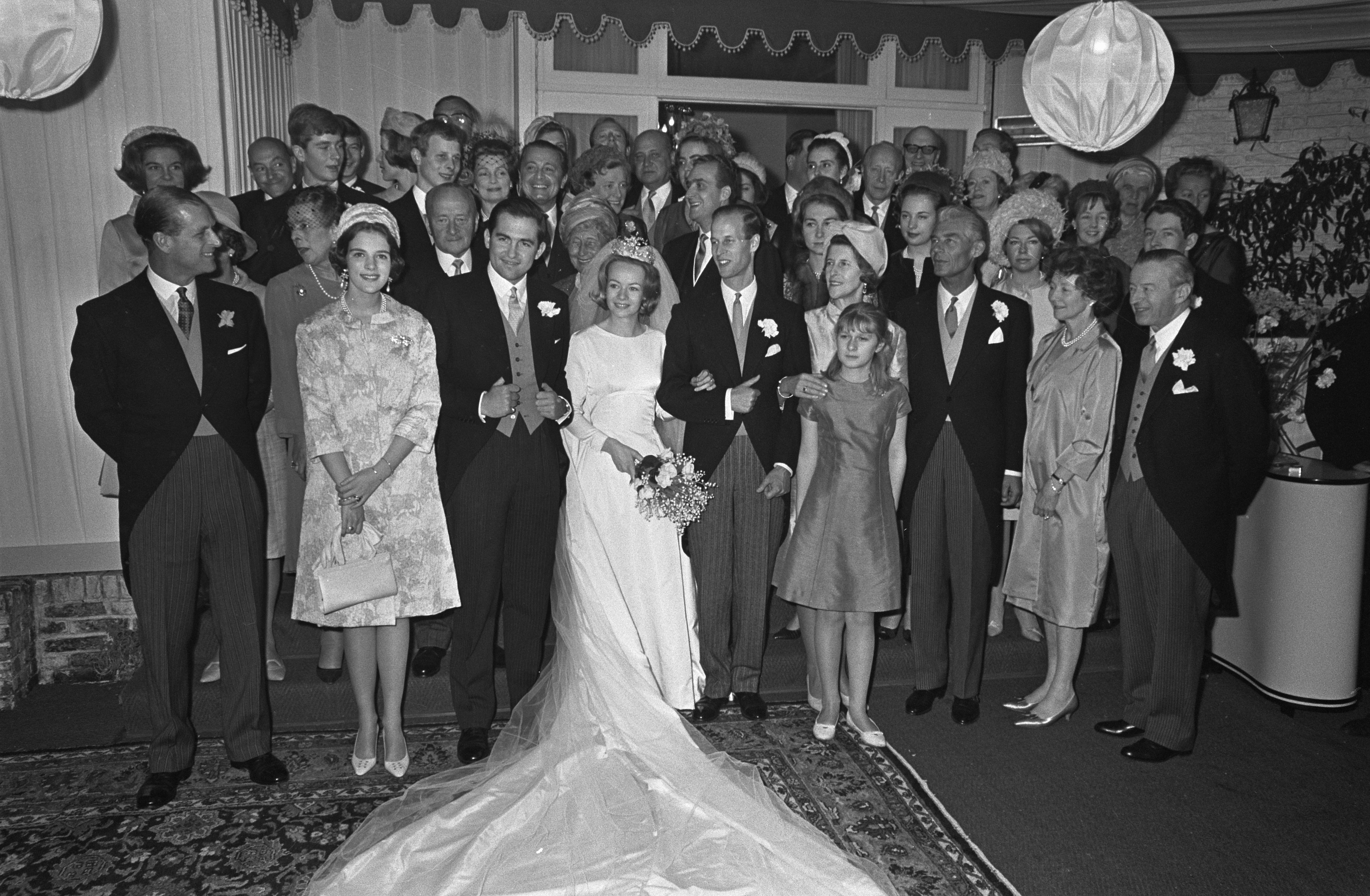
Весілля Карла Гессенського, сина Софії, з Івонн Шапарі, 1966

З відновленням у Греції монархії, запрошена матір'ю, Софія 1948 році прибула до Афін. Протягом наступних років ганноверське подружжя зблизилося з королем Павлосом I, королева Фредеріка вважала Софію своєю найкращою подругою. Пару регулярно приймали при грецькому дворі, вони були запрошені на «круїз королів» 1954 року. Відвідували весілля принцеси Софії з інфантом Хуаном Карлосом 1962 року та короля Костянтина II з данською принцесою Анною-Марією у 1964-му.
На початку 1950-х нормалізувалися відносини і з британською королівською родиною. Як Софія з чоловіком, так і її сестри з сім'ями, були запрошені на коронацію Єлизавети II у 1953 році. Сімейства часто запрошували до Букінгемського та Сандрінгемського палаців. У 1964 році Софія стала хрещеною матір'ю свого племінника принца Едуарда. У 1978 році відвідала весілля Майкла Кентського з баронесою Марією Крістіною фон Рейбніц. У 1997 році із чоловіком була запрошена на святкування золотої річниці весілля королеви Єлизавети II та принца Філіпа. Мала також добрі відносини з принцом Чарльзом, який запрошував її до своєї резиденції Хайгроув.
У 1958 році подружжя придбало велике шале у Шлірзе, де надалі вело просте та стримане життя у доброму контакті з місцевими жителями. Ті вважали принцесу відкритою та доброю людиною й охоче спілкувалися з нею. Георг Вільгельм проводив у цій місцевості канікули з сім'єю протягом дитинства і полюбив даний регіон. Він часто подорожував по роботі. Софія присвячувала себе садівництву, читанню та прослуховуванню музики. Регулярно їздила містом за покупками.
Її донька Крістіна Маргарита до цього часу вже взяла шлюб, а Доротея — побралася навесні 1959 року. Принцеса дуже хвилювалася за матір, яка, маючи похилий вік, продовжувала мешкати на самоті в Афінах, однак їй вдалося переконати переїхати ту до Сполученого королівства лише після встановлення у 1967 році режиму полковників. Аліса Баттенберг померла у Букінгемському палаці у грудні 1969 року. Перед цим, у жовтні, Софія втратила також сестру Теодору. Спустошена принцеса після цього супроводжувала свою невістку Фредеріку та небогу Ірину у духовній подорожі Індією.

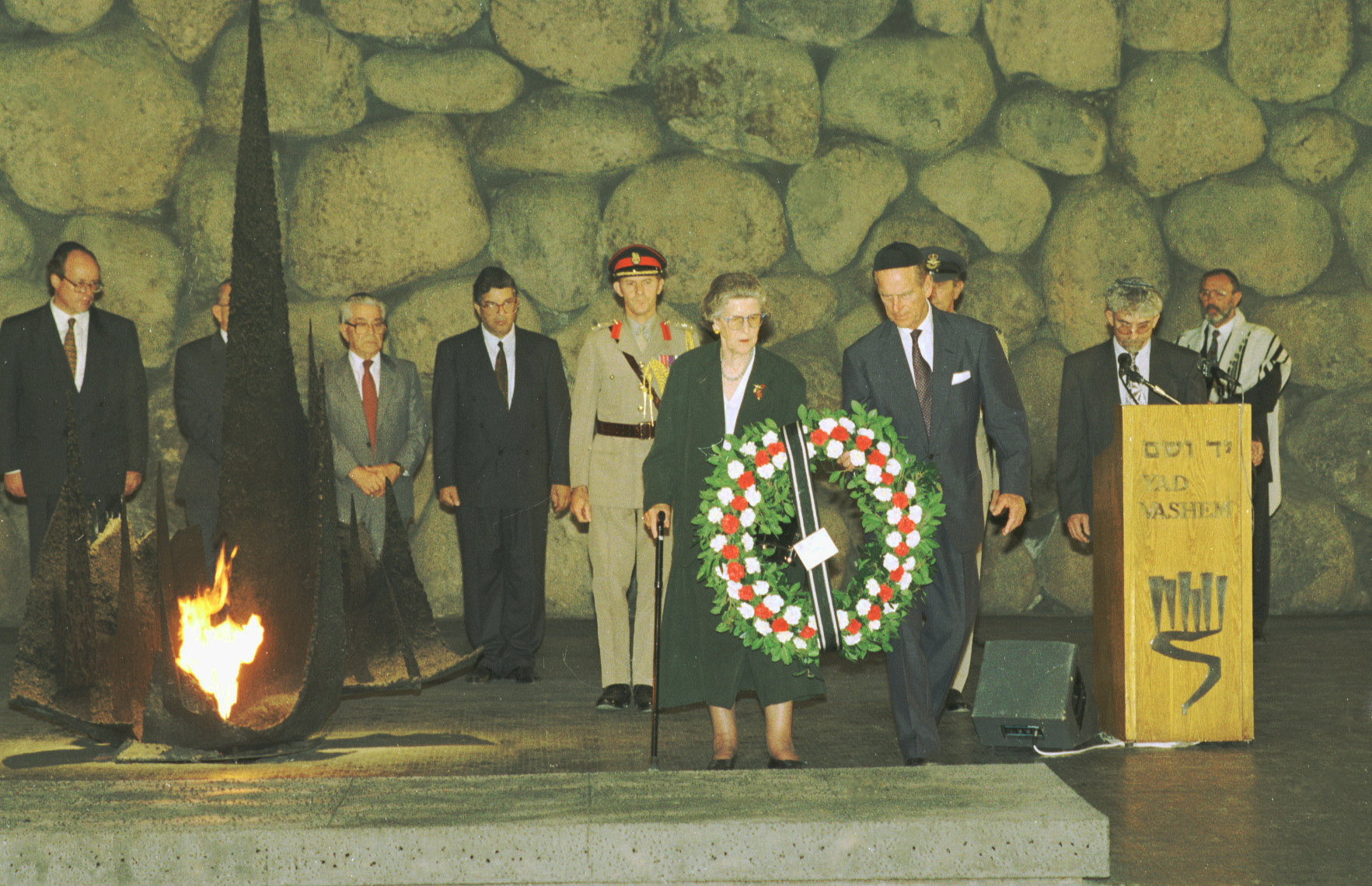
Софія та Філіп на церемонії Яд Вашем, 31 жовтня 1994

1975 року старший син Софії від другого шлюбу, який уже мав власну родину, переїхав із нею до Індії, де оселився ашрамі Ошо в Пуне. 1981 року він раптово помер від аневризми та був кремований за індуїстською церемонією. Смерть сина стала важким ударом для батьків, які вважали, що його затягли до секти та примусили відмовитися від християнства. Вони почали тривалий судовий позов проти невістки, намагаючись вибороти опіку над 11-річною донькою Вельфа Ернста. Зрештою, опіку передали старшій доньці Софії від першого шлюбу.
1988 року принцеса брала участь у перепохованні тіла матері у церкві Святої Марії Магдалини на Єлеонській горі в Єрусалимі. За кілька років, 1993-го, меморіал Яд Вашем удостоїв принцесу Алісу звання «Праведник народів світу» за підтримку єврейської родини під час Другої світової війни. Софія та Філіп були запрошені до ізраїльської столиці у 1994 році на відповідну церемонію на честь їхньої матері. У тому ж році загинув онук Софії, Крістоф Югославський, що дуже вразило жінку.
Останні місяці життя Софія провела у будинку для людей похилого віку у Шлірзе, де і померла 24 листопада 2001 року. Прощання з принцесою пройшло у замку Вольфсгартен. Була похована на цвинтарі церкви Святого Мартіна у Шлірзе.
Після смерті Софії одна з її доньок знайшла 2003 року в підвалі будинку листування батьків часів Другої світової, яке сприяло висвітленню політичної картини того часу.

## Кінематограф

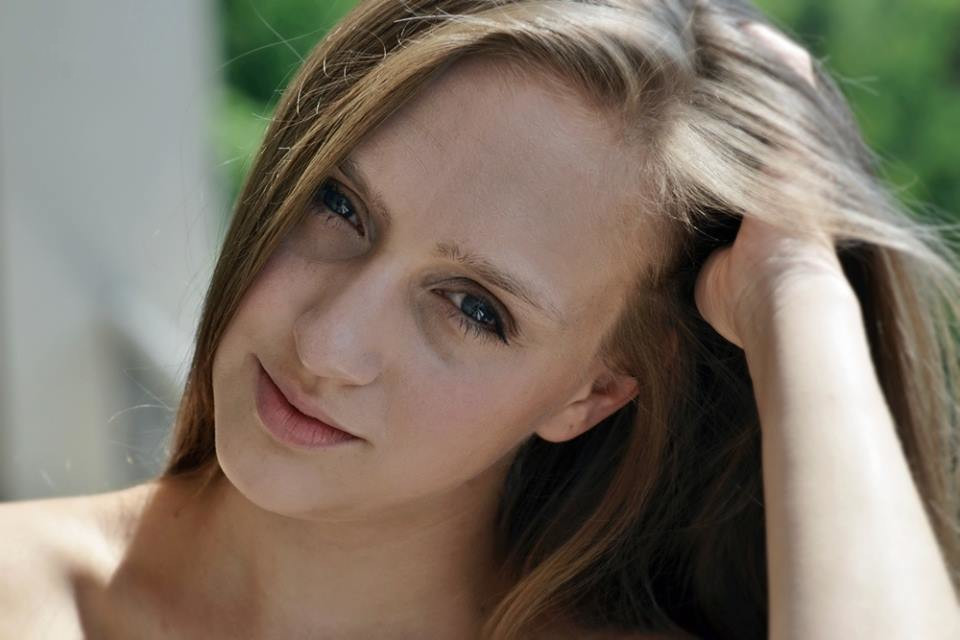

- У документальному фільмі 2015 року «Принц Філіп: Змова з метою зробити королем» принц Карл Гессенський коротко обговорює дитинство своєї матері, її зв'язки з нацистським режимом, а також згадує, що принцеса Софія є авторкою ще неопублікованих мемуарів.
- Про принцесу йде мова у 7 серії під назвою «Гессенські коштовності» другого сезону документального серіалу «Daring Capers» 2001.
- Є персонажкою бельгійського фільму-нуар «Гессенська справа» 2009 року режисера Пола Брюлса. Роль Софії виконує Мюрей Левек.
- У другому сезоні телесеріалу «Корона» 2017 року принцесу грає угорська акторка Еліза Шодро.

## Родина
Чоловік — Крістоф Гессенський
Діти:
- Крістіна Маргарита (1933—2011) — дружина югославського принца Андрія, згодом — нідерландського художника Роберта Флореса ван Ейка, мала чотирьох дітей від обох шлюбів;
- Доротея (нар. 1934) — удова принца Фрідріха цу Віндіш-Грец, має двох доньок;
- Карл (1937—2022) був одруженим з угорською графинею Івонн Шапарі, мав сина та доньку;
- Райнер (нар. 1939) — історик і кінорежисер, член правління Фонду Гессенського дому, неодружений, дітей не має;
- Клариса (нар. 1944) була одружена з Жаном-Клодом Дер'єном, має позашлюбну доньку.

Чоловік —  Георг Вільгельм Ганноверський
Діти:
- Вельф Ернст (1947—1981) — був одружений з Вібке ван Гунстерен, мав єдину доньку.[9] Послідовник Ошо, який дав йому ім'я Свамі Ананд Вімалкірті. Мешкав з сім'єю в його ашрамі в Пуне.
- Георг (нар. 1949) — одружений з Вікторією Бі, має двох доньок;
- Фредеріка (нар. 1954) — дружина Джеррі Вільяма Кіра, має сина та доньку.